# Liste der Kellergassen in Grafenwörth
Die Liste der Kellergassen in Grafenwörth führt die Kellergassen in der niederösterreichischen Gemeinde Grafenwörth an.
| Foto |                 | Kellergasse             | Standort                      | Beschreibung |
| ---- | --------------- | ----------------------- | ----------------------------- | --- |
| ja   | Datei hochladen | Kellergasse Feuersbrunn | KG: Feuersbrunn Standort      | Nördlich außerhalb der Ortschaft befindet sich das weitläufige Kellergassensystem, eines der größten Niederösterreichs, bestehend aus einer beidseitigen Kellergasse, die etwa in Nord-Süd-Richtung verläuft, und mehreren von dieser abzweigenden einseitigen Kellergassen (Lohnsteig , Loh , Loner Broidl , Brenner Holzweg , Nussberg-Spiegel , Oberer Rosenberg , Unterer Rosenberg , Kreuzgang-Gösingweg , Sonngasse , Stiegelgraben , Hosenbandl-Gmörk (Fumberggraben) , Hanfthal (Gösing)), mehrheitlich in Grabenlage, teils in Hanglage. Auf etwa vier Kilometern Gesamtlänge umfasst es 259 Gebäude, davon mehr als 50 Um- oder Neubauten. Mehr als vier Fünftel der Keller sind traufständig. Die älteste Datierung ist von 1796. In einem der Keller befindet sich ein kleines Weinbaumuseum, eine Außenstelle des Heimatmuseums Grafenwörth. |
| ja   | Datei hochladen | Vorderwugger            | KG: Wagram am Wagram Standort | Die Kellergasse ist eine einseitige Einzelkellergasse an einer Geländekante im äußersten Osten der Katastralgemeinde, unweit des Bahnhofs Fels am Wagram. Sie besteht aus 23 Gebäuden, überwiegend traufständig, und hat eine Länge von 400 Metern. Anmerkung: Schmidbauer listete Vorderwugger separat von Wura (bzw. Wora). Diese Abgrenzung wirkt vor Ort eher willkürlich, was durch den Umstand verstärkt wird, dass heute vor Ort die Gesamtheit der Kellergassen im östlichen Teil der Katastralgemeinde Wagram am Wagram (also sowohl was Schmid als Wura, als auch, was er als Vorderwugger bezeichnete) als Wora-Kellergasse beschriftet sind. |
| ja   | Datei hochladen | Wora-Kellergasse        | KG: Wagram am Wagram Standort | Die einseitige Einzelkellergasse liegt östlich außerhalb des Orts an einer Geländekante und in der Ebene. Auf 1300 Metern Länge befinden sich 63 Gebäude, überwiegend traufständig. Etwa die Hälfte der Keller ist erneuerungsbedürftig. Die älteste Datierung ist von 1886. |

| Foto:                    | Fotografie der Kellergasse (Gesamtheit). Klicken des Fotos erzeugt eine vergrößerte Ansicht. Daneben finden sich zwei Symbole: \| Weitere Bilder vorhanden \| Das Symbol bedeutet, dass weitere Fotos des Objekts verfügbar sind. Durch Klicken des Symbols werden sie angezeigt. \| \| Eigenes Foto hochladen \| Durch Klicken des Symbols können weitere Fotos des Objekts in das Medienarchiv Wikimedia Commons hochgeladen werden. \| |
| Name:                    | Bezeichnung der Kellergasse |
| Standort:                | Es ist die Katastralgemeinde (KG) angegeben. Durch Aufruf des Links Standort wird die Lage der Kellergasse in verschiedenen Kartenprojekten angezeigt. |
| Beschreibung             | Kurze Beschreibung der Kellergasse |
| Weitere Bilder vorhanden | Das Symbol bedeutet, dass weitere Fotos des Objekts verfügbar sind. Durch Klicken des Symbols werden sie angezeigt. |
| Eigenes Foto hochladen   | Durch Klicken des Symbols können weitere Fotos des Objekts in das Medienarchiv Wikimedia Commons hochgeladen werden. |